# 17. ročník udílení Zlatých glóbů
17. ročník udílení Zlatých glóbů se konal 10. března 1960 v klubu Cocoanut Grove v hotelu Ambassador v Los Angeles. Asociace zahraničních novinářů v Hollywoodu vyhlásila nominace 2. února. Nejvíce cen posbíral historický Ben Hur, tři a jednu speciální cenu. Elizabeth Taylorová proměnila hned první nominaci ve Zlatý glóbus, jako herečka pak byla nominovaná ještě třikrát. 17. ročník Zlatých glóbů měl téměř úplně odlišné výsledky, jako pozdější udílení Oscarů

## Vítězové a nominovaní

### Filmové počiny

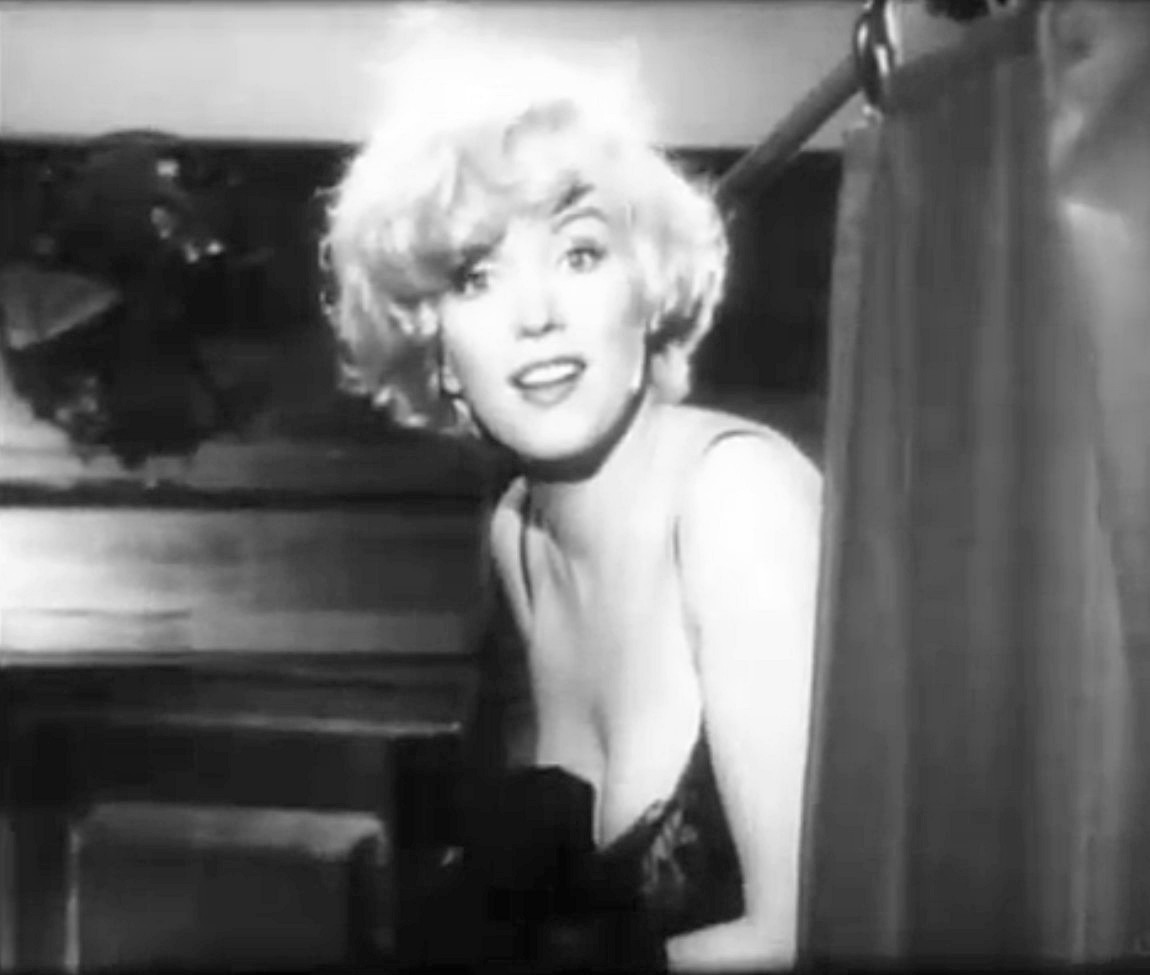
Záběr z filmu Někdo to rád horké a nejlepší herečka Marilyn Monroe

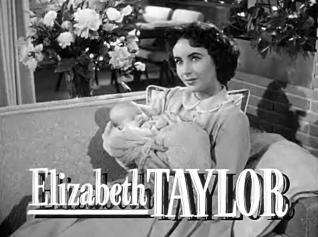
Nejlepší dramatická herečka Elizabeth Taylor

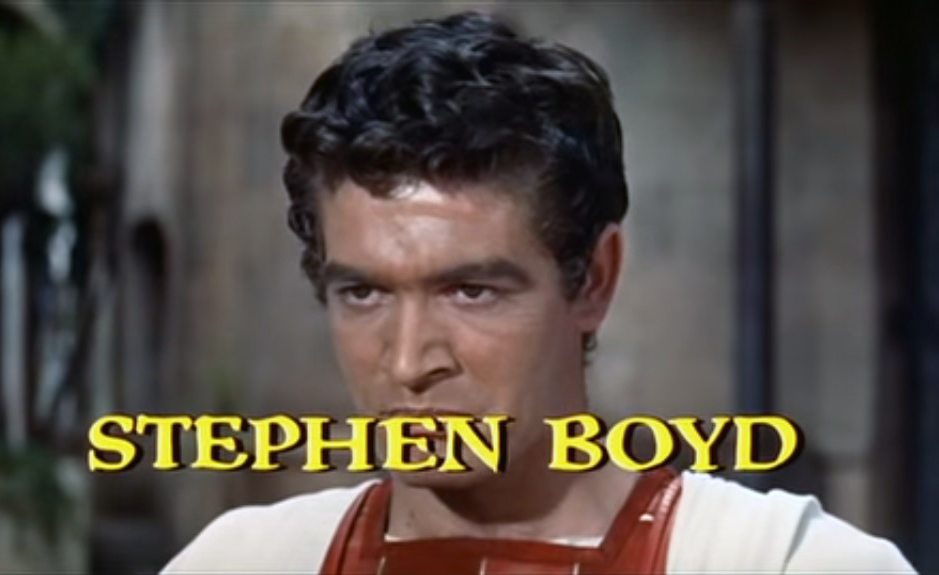
Nejlepší vedlejší herec Stephen Boyd

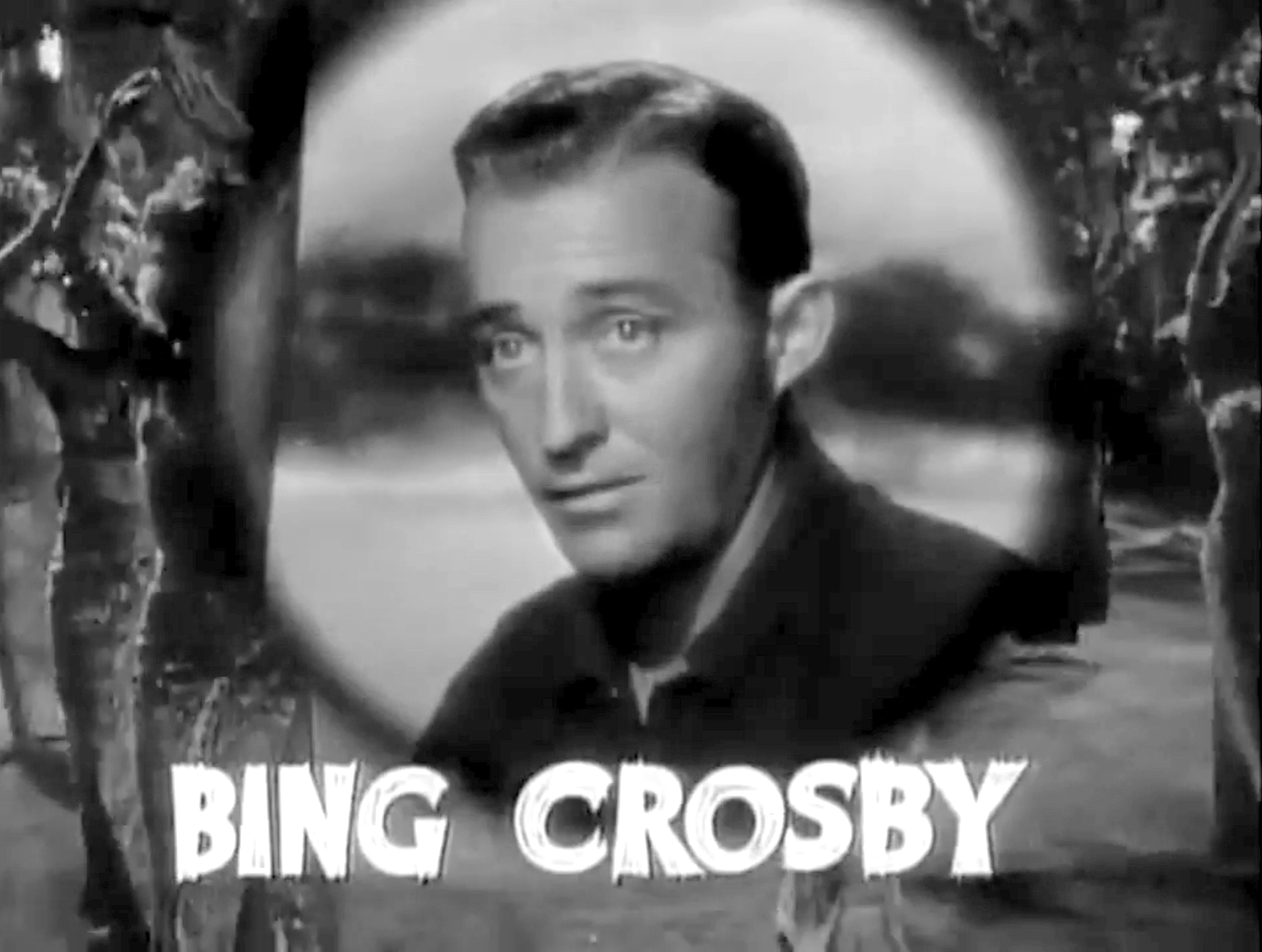
Držitel ceny Cecil B. DeMilla Bing Crosby

#### Nejlepší film (drama)
- Ben Hur – producent Sam Zimbalist
- Anatomie vraždy – producent Otto Preminger
- Deník Anne Frankové – producent George Stevens
- Příběh jeptišky – producent Henry Blanke
- Na břehu – producent Stanley Kramer

#### Nejlepší film (komedie)
- Někdo to rád horké – producent Billy Wilder
- But Not For Me – producent William Perlberg, George Seaton
- Operace Spodnička – producent Robert Arthur
- Noční rozhovor – producent Ross Hunter, Martin Melcher
- Who Was That Lady? – producent Norman Krasna

#### Nejlepší film (muzikál)
- Porgy and Bess – producent Samuel Goldwyn
- The Five Pennies – producent Jack Rose
- Li'l Abner – producent Norman Panama
- A Private's Affair – producent David Weisbart
- Say One For Me – producent Frank Tashlin

#### Nejlepší režie
- William Wyler – Ben Hur
- Stanley Kramer – Na břehu
- Otto Preminger – Anatomie vraždy
- George Stevens – Deník Anne Frankové
- Fred Zinnemann – Příběh jeptišky

#### Nejlepší herečka (drama)
- Elizabeth Taylorová – Suddenly, Last Summer
- Audrey Hepburnová – Příběh jeptišky
- Katharine Hepburnová – Suddenly, Last Summer
- Lee Remicková – Anatomie vraždy
- Simone Signoretová – Místo nahoře

#### Nejlepší herečka (komedie / muzikál)
- Marilyn Monroe – Někdo to rád horké
- Dorothy Dandridgeová – Porgy and Bess
- Doris Dayová – Noční rozhovor
- Shirley MacLaine – Ask Any Girl
- Lilli Palmerová – But Not For Me

#### Nejlepší herec (drama)
- Anthony Franciosa – Career
- Richard Burton – Ohlédni se v hněvu
- Charlton Heston – Ben Hur
- Fredric March – Uprostřed noci
- Joseph Schildkraut – Deník Anne Frankové

#### Nejlepší herec (komedie / muzikál)
- Jack Lemmon – Někdo to rád horké
- Clark Gable – But Not For Me
- Cary Grant – Operace Spodnička
- Dean Martin – Who Was That Lady?
- Sidney Poitier – Porgy and Bess

#### Nejlepší herečka ve vedlejší roli
- Susan Kohnerová – Imitation Of Life
- Edith Evansová – Příběh jeptišky
- Estelle Hemsleyová – Take a Giant Step
- Juanita Mooreová – Imitation Of Life
- Shelley Wintersová – Deník Anne Frankové

#### Nejlepší herec ve vedlejší roli
- Stephen Boyd – Ben Hur
- Fred Astaire – Na břehu
- Tony Randall – Noční rozhovor
- Robert Vaughn – Hoši z Filadelfie
- Joseph Welch – Anatomie vraždy

#### Nejlepší hudba
- Ernest Gold – Na břehu

#### Objev roku – herečka
- Angie Dickinson – Rio Bravo[p 1][5]
- Janet Munro – Darby O'Gill and the Little People
- Stella Stevens – Say One For Me
- Tuesday Weld – The Five Pennies
- Diane Baker – Deník Anne Frankové
- Carol Lynley – Blue Denim
- Yvette Mimieux – Platinum High School
- Cindy Robbins – This Earth Is Mine

#### Objev roku – herec
- Barry Coe – A Private's Affair
- Troy Donahue – A Summer Place
- George Hamilton – Crime & Punishment, USA
- James Shigeta – The Crimson Kimono
- Michael Callan – The Flying Fontaines

#### Mezinárodní cena Samuela Goldwyna (za nejlepší zahraniční film)
- Místo nahoře – režie Jack Clayton, Velká Británie (první místo – cena Samuela Goldwyna)
- Wir Wunderkinder – režie Kurt Hoffmann, Západní Německo (druhé místo – cena Zlatý glóbus)
- Černý Orfeus – režie Marcel Camus, Francie (druhé místo – cena Zlatý glóbus)
- Most – režie Bernhard Wicki, Západní Německo (druhé místo – cena Zlatý glóbus)
- Kagi – režie Kon Ichikawa, Japonsko (druhé místo – cena Zlatý glóbus)
- Lesní jahody – režie Ingmar Bergman, Švédsko (druhé místo – cena Zlatý glóbus)

#### Nejlepší film podporující porozumění mezi národy
- Deník Anne Frankové – režie George Stevens
- Příběh jeptišky – režie Fred Zinnemann
- Odds Against Tomorrow – režie Robert Wise
- Na břehu – režie Stanley Kramer
- Take a Giant Step – režie Philip Leacock

### Televizní počiny
- rozhlasový reportér Edward R. Murrow za televizní vystoupení
- herec a producent Ed Sullivan za TV pořad Toast of the Town
- herec Pat Boone
- herec a zpěvák Chuck Connors
- seriál 77 Sunset Strip
- herečka a zpěvačka Dinah Shore
- herec David Susskind

### Zvláštní ocenění

#### Zvláštní cena
- Andrew Marton – Ben Hur za režii scén antických závodů
- Fred Zinnemann – Příběh jeptišky
- Francis X. Bushman – oblíbená hvězda němého filmu
- Ramon Novarro – oblíbená hvězda němého filmu
- Hedda Hopperová – herečka a autorka populárních novinových sloupků
- Louella Parsons – autorka populárních novinových sloupků

#### Henrietta Award (Oblíbenci světového filmu)
- herečka Doris Dayová
- herec Rock Hudson

#### Cena Cecila B. DeMilla
- Bing Crosby